# 白壁の肖像
『白壁の肖像』（しらかべのしょうぞう）は、麻丘めぐみ通算10枚目のスタジオ・アルバム。発売日は1976年11月15日。発売元はビクター音楽産業（現：ビクターエンタテインメント）。規格品番：SJV-905/6。2009年3月25日に初CD化された。LPたすきに掲載されたアルバム名は、『白壁の肖像／麻丘めぐみベスト・コレクション』である。

## 解説
先行シングル「夜霧の出来事」（1976/9/5）を含むオリジナル・アルバムに、ベスト・アルバムがセットになったLP2枚組のアルバム。前アルバム『プライバシー・ファッション』から4ヶ月のブランクを経て発売された、1970年代最後のオリジナル・アルバムでもある。尚、シングルレコードは翌1977年にも発表された。
横浜を舞台とした楽曲が多く収録されており、楽曲名や歌詞にも地名が登場する。パッケージ内には歌詞カードのほか、カラー・ポートレートが封入された。
芸能生活50周年を迎えた2009年にオリジナル・アルバムサイドのみが、リマスタリングで高音質化された紙ジャケット仕様で初めてCD復刻された。タイトルは『白壁の肖像 +8』で、歌手活動が再開された1980年代から1990年代にワーナー・パイオニア、ポリスターから発売されたアルバム未収録のシングルA面/B面曲がボーナス・トラックで曲追加収録された。10曲目「ヨコハマ・ロンサム・ボート」と11曲目「あいたいよ」の合間には、10秒程度のブランク・タイムが挿入されている。

## 収録曲

### LP盤

#### オリジナル・アルバム
Side A
1. 白壁の肖像
  - 作詞: 千明哲也、作曲: 響わたる、編曲: あかのたちお
2. 想い出のロシータ
  - 作詞: 吉田健美、作曲: 響わたる、編曲: 高田弘
3. サンタ・バーバラへ
  - 作詞: 吉田健美、作曲: 響わたる、編曲: 高田弘
4. ハーバー・サンセット
  - 作詞: 千明哲也、作曲: たきのえいじ、編曲: 高田弘
5. 黄昏ひとりきり
  - 作詞: 吉田健美、作曲: 響わたる、編曲: 高田弘

Side B
1. 十番館
  - 作詞: 吉田健美、作曲: 響わたる、編曲: あかのたちお
2. 夜霧の出来事
  - 作詞: 吉田健美、作曲: 響わたる、編曲: あかのたちお
3. モトマチあたり
  - 作詞: 千明哲也、作曲: たきのえいじ、編曲: 高田弘
4. 落日の舗道
  - 作詞: 永山和雄、作曲: 響わたる、編曲: あかのたちお
5. ヨコハマ・ロンサム・ボート
  - 作詞: 千明哲也、作曲: 響わたる、編曲: 高田弘

#### ベスト・アルバム
Side A
1. わたしの彼は左きき
  - 作詞: 千家和也、作曲・編曲: 筒美京平
2. 芽ばえ
  - 作詞: 千家和也、作曲: 筒美京平、編曲: 高田弘
3. 女の子なんだもん
  - 作詞: 千家和也、作曲・編曲: 筒美京平
4. 森を駈ける恋人たち
  - 作詞: 山上路夫、作曲・編曲: 筒美京平
5. アルプスの少女
  - 作詞: 千家和也、作曲・編曲: 筒美京平
6. 卒業
  - 作詞: 山川啓介、作曲: 井上忠夫、編曲: 馬飼野俊一

Side B
1. 夏八景
  - 作詞: 阿久悠、作曲・編曲: 筒美京平
2. ときめき
  - 作詞: 千家和也、作曲・編曲: 筒美京平
3. 白い部屋
  - 作詞: 千家和也、作曲・編曲: 筒美京平
4. 悲しみのシーズン
  - 作詞: 千家和也、作曲: 筒美京平、編曲: あかのたちお
5. 水色のページ
  - 作詞: 山上路夫、作曲: 浜圭介、編曲: 馬飼野俊一
6. 雪の中の二人
  - 作詞: 千家和也、作曲・編曲: 馬飼野康二

### CD盤（2009年）
1. 白壁の肖像（3:46）
2. 想い出のロシータ（3:44）
3. サンタ・バーバラへ（3:26）
4. ハーバー・サンセット（3:57）
5. 黄昏ひとりきり（3:40）
6. 十番館（3:20）
7. 夜霧の出来事（3:28）
8. モトマチあたり（3:29）
9. 落日の舗道（3:25）
10. ヨコハマ・ロンサム・ボート（3:07）
11. あいたいよ -ボーナス・トラック-（4:22）
  - 作詞・作曲: 中村泰士、編曲: 若草恵
12. 夢のつづき -ボーナス・トラック-（4:07）
  - 作詞: 丸山圭子、作曲: 笠井幹男、編曲: 若草恵
13. 京都哀愁 -ボーナス・トラック-（3:23）
  - 作詞: かず翼、作曲: 鈴木淳、編曲: 杉村敏博
14. ヨコハマ慕情 -ボーナス・トラック-（4:13）
  - 作詞: かず翼、作曲: 鈴木淳、編曲: 杉村敏博
15. 離婚美人 -ボーナス・トラック-（4:06）
  - 作詞: 秋元康、作曲・編曲: 見岳章
16. 芦屋の雨 -ボーナス・トラック-（3:30）
  - 作詞: 秋元康、作曲・編曲: 見岳章
17. やさしくしないで -ボーナス・トラック-（4:25）
  - 作詞: たきのえいじ、作曲: 堀内孝雄、編曲: 今泉敏郎
  - ABCテレビ・テレビ朝日系ドラマ『必殺仕事人・激突!』挿入歌。麻丘も仕事人の未亡人役でレギュラー出演した。
18. 返して… -ボーナス・トラック-（4:57）
  - 作詞: 岡田冨美子、作曲: 堀内孝雄、編曲: 今泉敏郎

## 発売履歴
- 1976年11月15日 - LP、規格品番：SJV-905/6
- 2009年03月25日 - CD（紙ジャケット仕様、リマスタリング、本人インタビュー付）、規格品番：VICL-63266